# Edgeworth David
Sir Tannatt William Edgeworth David, född 28 januari 1858 i St. Fagans vid Cardiff, död 28 augusti 1934 i Sydney, var en walesisk-australisk geolog.
David anställdes 1882 vid geologiska undersökningen i New South Wales och var 1891-1924 professor i geologi vid universitetet i Sydney. År 1897 ledde han Royal Societys expedition till Elliceöarna för djupborrningen på korallön Funafuti, och 1907-09 deltog han i  Nimrodexpeditionen, Ernest Shackletons antarktiska expedition, och ledde den grupp som nådde den magnetiska sydpolen. Han utförde ett flertal arbeten inom olika grenar av Australiens geologi liksom inom det antarktiska områdets. Han blev 1900 ledamot av Royal Society och tilldelades ett flertal geologiska pris och medaljer, däribland Bigsbymedaljen 1899, Wollastonmedaljen 1915 och Clarkemedaljen 1917.
Då första världskriget utbröt, ägnade han sig först åt organisatoriska arbeten i hemlandet, men 1916 trädde han in i aktiv tjänst vid brittiska styrkan i Frankrike och blev geologisk rådgivare hos det brittiska överbefälet. På krigsgeologins område utförde han stora arbeten i Frankrike, och särskilt gällde dessa vattenavledning i den terräng, där de stora anfallsställningarna anordnades. I militärtjänsten avancerade han till överstelöjtnant och erhöll 1920 knightvärdighet.